# フラー (駆逐艦)
| ホンダポイント、1923年9月8日。フラーは右 |                                                                           |
| 艦歴                                     |                                                                           |
| 発注                                     |                                                                           |
| 起工                                     | 1918年7月4日                                                              |
| 進水                                     | 1918年12月5日                                                             |
| 就役                                     | 1920年2月28日                                                             |
| 退役                                     | 1923年10月26日                                                            |
| 除籍                                     |                                                                           |
| その後                                   | 1923年9月8日に事故で沈没                                                  |
| 性能諸元                                 |                                                                           |
| 排水量                                   | 1,190トン                                                                 |
| 全長                                     | 314 ft 5 in (95.83 m)                                                     |
| 全幅                                     | 31 ft 8 in (9.65 m)                                                       |
| 吃水                                     | 9 ft 4 in (2.84 m)                                                        |
| 機関                                     | ギアード・タービン2軸推進、26,500 SHP (20 MW)                             |
| 最大速                                   | 35 ノット (65 km/h)                                                       |
| 航続距離                                 | 4,900 海里 (9,100 km)（15ノット時）                                       |
| 乗員                                     | 士官、兵員122名                                                           |
| 兵装                                     | 4インチ砲4門 21インチ魚雷発射管12基 爆雷プロジェクター6基 爆雷投下軌条2基 |

フラー (USS Fuller, DD-297) は、アメリカ海軍の駆逐艦。クレムソン級駆逐艦の1隻。艦名はベロー・ウッドの戦いで戦死したエドワード・フラー海兵隊大尉に因む。

## 艦歴
フラーは1918年7月4日にカリフォルニア州サンフランシスコのベスレヘム造船で起工する。1918年12月5日にグラダス・サリバンによって進水し、1920年2月28日に艦長R・E・ロジャース少佐の指揮下就役する。
ハワイ諸島への短期巡航後、フラーは母港のカリフォルニア州サンディエゴに1920年4月28日到着した。その後直ちにカリフォルニアからオレゴンにかけての海岸沿いに太平洋艦隊の駆逐艦と共に訓練を開始した。1923年2月から3月に戦闘艦隊に合流しパナマ運河地帯での艦隊演習を行い、その後サンディエゴ沖で水雷実験および対空砲撃訓練を行った。
1923年7月、フラーは分艦隊と共に北へ向けて出航、艦隊演習およびピュージェット・サウンド海軍工廠での修理に向かった。サンフランシスコへ帰還途中の9月8日の夜、分艦隊はホンダポイントに於いて航行ミスを犯し次々に座礁した。この事故はホンダポイント遭難事件と呼ばれる。フラーの乗員は全員無事であったが、船体は放棄され、後に二つに折れて沈没した。フラーは1923年10月26日に退役した。